# Viaggio allucinante (romanzo)
Viaggio allucinante (Fantastic Voyage) è un romanzo di fantascienza del 1966 di Isaac Asimov, trasposizione letteraria dell'omonimo film di Richard Fleischer, uscito nello stesso anno. Il romanzo fu scritto a partire dalla sceneggiatura cinematografica di Harry Kleiner, adattata da David Duncan, che era a sua volta basata sulla storia omonima di Otto Klement e Jerome Bixby.
Il romanzo, commissionato ad Asimov dalla Bantam Books, venne pubblicato 6 mesi prima dell'uscita del film, per questo viene ritenuto erroneamente che il film sia tratto dalla storia di Asimov, e non viceversa.
Asimov non fu mai pienamente soddisfatto del romanzo, nel quale si limitò a modificare alcune madornali incongruenze scientifiche, e non lo sentì mai pienamente suo. Questo lo portò, nel 1987, a scrivere un secondo romanzo sull'argomento, Destinazione cervello (Fantastic Voyage II: Destination Brain), per fornire una propria versione della storia rivista dal punto di vista scientifico. Non si tratta comunque di una continuazione, ma di una storia indipendente e parallela, con personaggi differenti.
In questo romanzo non viene mai nominato nessun paese (i personaggi parlano di "noi" e di "loro" per riferirsi alle due parti). Solo in un caso si nomina un paese, quando Michaels, per descrivere la complessità del sistema circolatorio, lo paragona alla carta stradale degli Stati Uniti (capitolo IV "Le istruzioni").

## Trama
Da oltre cinquant'anni, i due schieramenti opposti degli Stati Uniti e dell'Unione Sovietica si contrappongono alla ricerca della vittoria finale, senza però possedere i mezzi tecnici e scientifici per conseguirla. In mezzo a questo stallo, viene introdotto Benes, uno scienziato talmente in gamba da essere riuscito da solo a tener testa, con le sue scoperte, a una vera e propria batteria di scienziati e fisici del continente americano. Il passaggio di Benes dalla parte degli Stati Uniti provoca stati d'animo contrastanti: se alcuni credono che la vittoria finale sia imminente, altri credono invece che l'equilibrio sia stato rotto e che Benes (ritenuto da tutti un moderato) possa riportarlo con questo cambio di schieramento. L'arrivo dello scienziato in un vecchio aereo è comunque atteso con grande trepidazione, anche se, vista la situazione attuale, alcuni pensino che a bordo ci sia invece un sosia che funga da spia per i russi. L'aereo atterra, Grant consegna Benes alla scorta che lo porterà dentro una base segreta e dopo si dirige verso casa. Ma nel tragitto tra l'aeroporto e la base segreta, l'auto dove viaggia Benes e la scorta viene assalita da un'auto kamikaze lanciata a folle velocità; nell'esplosione che segue, Benes rimane ferito alla testa, riportando una commozione cerebrale.
Grant viene così svegliato in piena notte e portato in una base segreta governativa, dove nota che sulle tute c'è una sigla, la CMDF, o Combined Miniature Deterrent Force (Forze Deterrenti Combinate in Miniatura). La base segreta contiene anche scienziati russi, provando che sia gli statunitensi che i sovietici hanno scoperto la tecnologia della miniaturizzazione. Una delle limitazioni di questa nuova scoperta consiste nel fatto che è possibile tenere miniaturizzato un oggetto per un tempo limitato, dipendente dal grado di miniaturizzazione, e scaduto il termine si ritorna alle dimensioni originali in modo spontaneo; sembra che Benes sia riuscito a superare questa grande limitazione ottenendo una miniaturizzazione a tempo indefinito. Adesso, però, lo scienziato ha riportato una serie di ferite lievi, ma il vero problema è un embolo al cervello che non è possibile distruggere dall'esterno, ergo viene deciso di operarlo dall'interno e viene organizzato, in tutta fretta, un equipaggio con la missione di entrare nel corpo dello scienziato e distruggere l'embolo. L'equipaggio che parteciperà a questa avventura, che dovrà guidare un sommergibile a propulsione nucleare chiamato Proteus, sarà composto da: Owens al comando, Michaels come navigatore, Duval e Peterson che saranno i medici che eseguiranno l'operazione e Grant che opererà come supervisore generale. Il Proteus viene portato nella sala per la miniaturizzazione, e l'equipaggio vi entra e supera un controllo di tutti i sistemi. Dopo che saranno miniaturizzati, avranno sessanta minuti di tempo per poter operare il dottor Benes distruggendo l'embolo che ne pregiudica la vita.
Per miniaturizzare il Proteus occorrono quattro fasi distinte. La prima riduce il sommergibile sino a pochi centimetri di lunghezza, mentre la seconda consiste nel prendere il Proteus con delle pinze meccaniche e depositarlo delicatamente in una provetta contenente una soluzione salina, per potersi immergere nella quale l'equipaggio del Proteus, come da piano predisposto, aziona alcuni comandi. Nella terza fase, la provetta contenente la soluzione salina, il Proteus e il suo equipaggio vengono miniaturizzati alla dimensione prestabilita (poco più grande di un batterio); viene inserito l'ago e lo stantuffo, e grazie alla rilevazione della radioattività, emessa dai motori a propulsione nucleare, si riesce a portare il Proteus dentro l'ago della siringa. La quarta e ultima fase consiste nell'iniettare la più piccola quantità di soluzione salina miniaturizzata, con il Proteus, nella carotide di Banes.
Tutte queste operazioni hanno già consumato quattro dei sessanta preziosi minuti che hanno a disposizione, ma ora i protagonisti sono nell'arteria che porta il sangue al cervello, proprio dove devono andare per provare a salvare il dottor Benes. Poiché la carotide si divide in due grosse diramazioni, l'equipaggio dovrà trovare la biforcazione, ma trova invece una fistola che le risucchia inesorabilmente in una vena con destinazione il cuore, condannando di fatto la missione al fallimento. Ma Carter, che dalla sala dell'ospedale supervisiona l'attività della squadra miniaturizzata, vede dove si trova il Proteus, quindi si mette in contatto con il sommergibile e, nonostante l'equipaggio richieda di esser estratto, rincuora loro e gli ordina di proseguire. Viene fermato il cuore, in modo da far passare il Proteus, e dopo che è passato viene riattivato. Il Proteus si dirige così verso il polmone, ma giunti agli alveoli, scatta un allarme nel sommergibile: la loro scorta d'aria miniaturizzata, indispensabile per poter respirare, sta uscendo all'esterno. Tutto l'equipaggio è nel panico, ma Grant prende le redini della situazione e insieme agli altri organizza un piano per aspirare l'aria attraverso i polmoni di Benes, miniaturizzarla con il miniaturizzatore che è a bordo del sommergibile e immagazzinarla. Mentre stanno montando i vari pezzi per questo piano d'emergenza, vedono che anche il laser, che servirà per distruggere l'embolo, è guasto, essendosi rotti alcuni pezzi elettronici che lo compongono. Nelle varie fasi per il rifornimento d'aria incontrano anche alcuni problemi pratici che per fortuna vengono risolti brillantemente, ovvero un incidente (o un sabotaggio), una fune che si slega e Grant che rischia di non poter rientrare nel Proteus; invero, alcuni membri dell'equipaggio, ma anche alcuni membri all'esterno, incominciano a sospettare che tutti questi imprevisti siano opera di un sabotatore. Fatto sta che, per riparare il laser, i nostri decidono di smontare la radio, che li collega all'esterno, e di utilizzare i vari pezzi per la riparazione, di cui si occupano Cora e Peter. Dall'esterno li possono comunque sempre seguire seguendo la scia della radioattività dei loro motori nucleari.
Riempiti nuovamente i serbatoi d'aria, i nostri decidono che la miglior strada per raggiungere l'embolo sia quella di passare tra le due pleure (quella parietale e quella polmonare). Il Proteus entra nei vasi linfatici e anche lì incontra problemi. Per poter raggiungere l'embolo, i nostri decidono che la via più breve passa attraverso l'orecchio interno. Quando i membri della sala operatoria vedono dove sta andando il Proteus, cercano di non far nessun rumore, ma ad un tratto un'infermiera fa cadere un paio di forbici, provocando un rumore che viene avvertito dall'equipaggio; anche in questo caso Grant dà fortunatamente prova di tutto il suo sangue freddo e di tutta la sua grande preparazione fisica nel salvare la signorina Cora dall'assalto degli anticorpi, richiamati da alcuni piccoli danni ai tessuti da lei provocati. Superato questo ennesimo problema, quando mancano nove minuti, i protagonisti si dirigono velocemente verso l'embolo.
Arrivati finalmente a destinazione, una parte dei dentriti circostanti è visibilmente non percorsa da impulsi elettrici, causa la presenza dell'embolo stesso, al che Grant, Duval e la Peterson scendono dal sottomarino incominciando a operare. Il dottor Michaels però ne approfitta per stordire Owens ed espellerlo dal sommergibile, quindi prende i comandi e tenta di dirigere lo scafo verso l'embolo, in modo da cagionare la morte di Benes. Proprio in quel mentre Duval usa il laser per distruggere l'embolo, salvando Benes a tre minuti dalla fine, ma in quel momento il trio recupera Owens e capisce che il traditore è Michaels, che sta ancora cercando di mettere in atto il piano, con il semplice movente di impedire ai militari di mettere le mani sul segreto di Benes per scopi ipoteticamente distruttivi. Furibonda, Cora colpisce il sottomarino al timone, e Michaels rimane ferito e in balia dei rottami dell'abitacolo. Scade però il tempo di miniaturizzazione, e il Proteus e il suo equipaggio iniziano a entra nelle mire dell'attacco dei globuli bianchi, dove Michaels e il sommergibile restano fagocitati. Grant riesce però a colpire il globulo bianco e a entrare nel sommergibile, e sfruttando la scia dei globuli bianchi riesce a trarre in salvo i suoi compagni superstiti, che scappano attraverso un nervo ottico. L'équipe medica, supponendo la distruzione del sottomarino e l'eventuale fuga per la via più breve, per mezzo di una grossa lente individua la squadra a ridosso di una ghiandola lacrimale e la preleva con un vetrino. Oramai in salvo, i singolari esploratori si vedono ritornare rapidamente alle dimensioni originali. Tutti tornano così a casa, con il libro che si conclude con una piccola nota sentimentale tra Grant e Cora.

## Personaggi
- Charles Grant è il protagonista di questo romanzo. È un agente segreto che viene coinvolto nell'operazione per rimuovere l'embolo, a scopo protettivo per l'equipaggio nel caso ci fosse qualche alleato nemico e come direttore decisivo dell'equipaggio (nonostante lui non abbia alcuna conoscenza in medicina).
- Michaels, fisiologo esperto del sistema circolatorio e traditore nemico dell'equipaggio del Proteus.
- Duval, neurochirurgo, con un carattere chiuso e aggressivo.
- Cora Peterson, assistente del dottor Duval e unica ragazza dell'equipaggio del Proteus.
- Owens, ingegnere navale che ha progettato il Proteus e che lo guida nel corpo umano.
- Benes, grande scienziato che passa da uno schieramento all'altro all'inizio del racconto. A causa di un incidente gli viene un embolo nel cervello. Perciò la squadra protagonista del racconto entrerà nel suo corpo.

## Finale alternativo
Nel romanzo Asimov decise, contrariamente a come succede nella sceneggiatura del film, di far uscire l'equipaggio dal corpo ospite con tutta la nave.

## Opere derivate
Sulla falsariga del romanzo di Asimov, Kevin J. Anderson ha scritto nel 2001 Viaggio alieno (Fantastic Voyage: Microcosm), dove la storia è ambientata non all'interno di un corpo umano ma del corpo di un extraterrestre abbattuto dall'aviazione russa.
Altra opera derivata è Salto nel buio.

## Edizioni
- Isaac Asimov, Fantastic Voyage, Bantam Books, Inc., 1966.
Principali edizioni in lingua italiana
- Isaac Asimov, Viaggio allucinante, traduzione di Vincenzo Mantovani, collana I Rapidi n° 9, Arnoldo Mondadori Editore, 1966.
- Isaac Asimov, Viaggio allucinante, traduzione di Vincenzo Mantovani, collana Oscar Mondadori, Arnoldo Mondadori Editore, 1977.
- Isaac Asimov, Viaggio allucinante, traduzione di Vincenzo Mantovani, copertina Karel Thole, collana Oscar Fantascienza n° 10, Arnoldo Mondadori Editore, 1988.